# Monåfjärden
Monåfjärden är en fjärd i Finland. Den ligger kommunerna Vörå och Nykarleby i landskapet Österbotten, i den västra delen av landet, 400 km norr om huvudstaden Helsingfors.
Monåfjärden avgränsas från Oravaisfjärden i söder av holmarna Gråsjälsörarna, Skuggskär och Stora Granskär samt från Kalotfjärden i väster av Kalotan, Östra Nalotan och Kalkskärsgrunden. 